# Německá fotbalová Bundesliga 2019/2020
Německá fotbalová Bundesliga v sezoně 2019/2020 byla 59. ročníkem soutěže. Zúčastnilo se celkem 18 týmů, šestnáct se jich udrželo z minulého ročníku a dva sestupující týmy (Fortuna Düsseldorf a SC Paderborn 07)  nahradily dva nové ze 2. Fußball-Bundesligy (Stuttgarter Kickers a Arminia Bielefeld).
Sezóna začala 24. srpna 2019 a skončila 3. června 2020. Kvůli koronavirové pandemii však byla skoro na 3 měsíce přerušena. Vítězem se stal klub FC Bayern Mnichov.
Do Ligy Mistrů UEFA postoupily kluby FC Bayern Mnichov, Borussia Dortmund, Borussia Mönchengladbach, Red Bull Lipsko. Do Evropská ligy UEFA postoupily kluby Bayer Leverkusen a TSG Hofenheim. Nejlepším střelcem soutěže byl Robert Lewandowski.